# Mniobia tetraodon
Mniobia tetraodon is een raderdiertjessoort uit de familie Philodinidae. De wetenschappelijke naam van deze soort is voor het eerst geldig gepubliceerd in 1848 door Ehrenberg.